# Microrégion d'Entre Rios
 (février 2025).
Si vous disposez d'ouvrages ou d'articles de référence ou si vous connaissez des sites web de qualité traitant du thème abordé ici, merci de compléter l'article en donnant les références utiles à sa vérifiabilité et en les liant à la section « Notes et références ».
La microrégion d'Entre Rios est l'une des six microrégions qui subdivisent le nord-est de l'État de Bahia au Brésil.
Elle comporte 5 municipalités qui regroupaient 116 722 habitants en 2006 pour une superficie totale de 4 385 km2.

## Municipalités[1]
- Cardeal da Silva
- Conde
- Entre Rios
- Esplanada
- Jandaíra